# 遗传咨询
在产前诊断中，遗传咨询是一个通过诊断、评估而获得结婚、生育等建议的过程，用以降低遗传病患儿出生的概率。

## 对象
根据《卫生部关于印发〈产前诊断技术管理办法〉相关配套文件的通知》，常见的遗传咨询对象有如下八种：
1. 夫妇双方或家系成员患有某些遗传病或先天畸形者
2. 曾生育过遗传病患儿的夫妇
3. 不明原因智力低下或先天畸形儿的父母
4. 不明原因的反复流产或有死胎死产等情况的夫妇
5. 35岁以上的高龄孕妇
6. 长期接触不良环境因素的育龄青年男女
7. 孕期接触不良环境因素以及患有某些慢性病的孕妇
8. 常规检查或常见遗传病筛查发现异常者

## 程序
一般的遗传咨询要经过如下程序：
1. 采集信息
信息包括家族遗传病史、医疗史、生育史（流产史、死胎史、早产史）、婚姻史（婚龄、配偶健康状况）、环境因素和特殊化学物接触及特殊反应情况、年龄、居住地区、民族。收集先证者的家系发病情况，绘制出家系谱。
2. 确定遗传病
根据采集到的信息诊断咨询对象的遗传病种类和其遗传方式。
3. 风险评估
根据诊断出的遗传病种类和其遗传方式进行发病风险估计并预测其子代患病风险。
4. 产前诊断
根据风险评估得出的结果，采取适当的产前诊断方法。
临床应用的主要采集标本方法有绒毛膜穿刺、羊膜腔穿刺、脐静脉穿刺等。产前诊断方法有超声诊断、生化免疫、细胞遗传诊断、分子遗传诊断等。
5. 提供建议
向咨询对象提供结婚、生育等建议。